# Oxycoryphe edax
Oxycoryphe edax is een vliesvleugelig insect uit de familie bronswespen (Chalcididae). De wetenschappelijke naam is voor het eerst geldig gepubliceerd in 1916 door Waterston.